# Gran Premio de Francia de Motociclismo de 1984
El Gran Premio de Francia de Motociclismo de 1984 fue la sexta prueba de la temporada 1984 del Campeonato Mundial de Motociclismo. El Gran Premio se disputó el 11 de junio de 1984 en el Circuito Paul Ricard.

## Resultados 500cc
Durante la prueba el italiano Franco Uncini tuvo un grave accidente que le obligó a perderse algunas carreras. También supuso el retorno de la escudería Paton con Éric Saul como piloto pero no se clasificó. El estadounidense Freddie Spencer obtuvo su tercera victoria de la temporada por delante de sus compatriotas Eddie Lawson y Randy Mamola. La general presenta a Lawson en cabeza con una ventaja de 24 puntos sobre Spencer.
| Pos.     | Piloto                | Moto       | Tiempo    | Pts. |
| -------- | --------------------- | ---------- | --------- | ---- |
| 1        | Freddie Spencer       | Honda      | 43.31.92  | 15   |
| 2        | Eddie Lawson          | Yamaha     | 43.37.71  | 12   |
| 3        | Randy Mamola          | Honda      | 43.38.15  | 10   |
| 4        | Ron Haslam            | Honda      | 44.21.42  | 8    |
| 5        | Barry Sheene          | Suzuki     | 44.42.96  | 6    |
| 6        | Didier de Radiguès    | Chevallier | 44.43.47  | 5    |
| 7        | Massimo Broccoli      | Honda      | 44.45.16  | 4    |
| 8        | Reinhold Roth         | Honda      | 45.23.46  | 3    |
| 9        | Sergio Pellandini     | Suzuki     | 45.33.04  | 2    |
| 10       | Wolfgang von Muralt   | Suzuki     | 45.41.86  | 1    |
| 11       | Dave Petersen         | Suzuki     | 45.46.42  |      |
| 12       | Fabio Biliotti        | Honda      | 45.53.62  |      |
| 13       | Henk van der Mark     | Honda      | 1 Vuelta  |      |
| 14       | Keith Huewen          | Honda      | 1 Vuelta  |      |
| 15       | Louis-Luc Maisto      | Honda      | 1 Vuelta  |      |
| 16       | Lorenzo Ghiselli      | Suzuki     | 1 Vuelta  |      |
| 17       | Maurice Coq           | Suzuki     | 1 Vuelta  |      |
| 18       | Claude Arciero        | Honda      | 1 Vuelta  |      |
| 19       | Attilio Riondato      | Suzuki     | 1 Vuelta  |      |
| 20       | Marco Gentile         | Yamaha     | 1 Vuelta  |      |
| 21       | Leandro Becheroni     | Suzuki     | 1 Vuelta  |      |
| 22       | Virginio Ferrari      | Yamaha     | 1 Vuelta  |      |
| 23       | Alan Irwin            | Suzuki     | 2 Vueltas |      |
| Ret      | Rob Punt              | Suzuki     | Ret       |      |
| Ret      | Walter Migliorati     | Suzuki     | Ret       |      |
| Ret      | Paolo Ferretti        | Suzuki     | Ret       |      |
| Ret      | Robert McElnea        | Suzuki     | Ret       |      |
| Ret      | Boet van Dulmen       | Suzuki     | Ret       |      |
| Ret      | Raymond Roche         | Honda      | Ret       |      |
| Ret      | Eero Hyvärinen        | Suzuki     | Ret       |      |
| Ret      | Hervé Moineau         | Cagiva     | Ret       |      |
| Ret      | Brett Hudson          | Suzuki     | Ret       |      |
| Ret      | Peter Sjöström        | Suzuki     | Ret       |      |
| Ret      | Franck Gross          | Honda      | Ret       |      |
| Ret      | Børge Nielsen         | Suzuki     | Ret       |      |
| DNS      | Takazumi Katayama     | Honda      | DNS       |      |
| DNS      | Franco Uncini         | Suzuki     | DNS       |      |
| DNS      | Gustav Reiner         | Honda      | DNS       |      |
| DNS      | Christian Le Liard    | Chevallier | DNS       |      |
| DNS      | Marco Lucchinelli     | Cagiva     | DNS       |      |
| DNQ      | Marie-Paul Violland   | Yamaha     | DNQ       |      |
| DNQ      | René Lavigne          | Honda      | DNQ       |      |
| DNQ      | Éric Saul             | Paton      | DNQ       |      |
| DNQ      | Dimitrios Papandreou  | Yamaha     | DNQ       |      |
| DNQ      | Jean-Louis Battistini | Yamaha     | DNQ       |      |
| DNQ      | Pablo Esposito        | Suzuki     | DNQ       |      |
| Sources: |                       |            |           |      |

## Resultados 250cc
En un Gran Premio donde más de 20 pilotos que no se clasificaron para la carrera, el piloto alemán Man Mang regresa a la victoria después de 20 meses y precede al venezolano Carlos Lavado y al alemán Manfred Herweh. La clasificación del campeonato mundial todavía está liderada por los franceses Christian Sarron, a pesar de que solo han llegado en quinto lugar; Precede a Mang y Lavado.
| Pos. | Piloto                 | Moto       | Tiempo   | Pts. |
| ---- | ---------------------- | ---------- | -------- | ---- |
| 1    | Anton Mang             | Yamaha     | 39.18.61 | 15   |
| 2    | Carlos Lavado          | Yamaha     | 39.18.96 | 12   |
| 3    | Manfred Herweh         | Rotax      | 39.19.24 | 10   |
| 4    | Thierry Espié          | Chevallier | 39.19.82 | 8    |
| 5    | Christian Sarron       | Yamaha     | 39.20.03 | 6    |
| 6    | Wayne Rainey           | Yamaha     | 39.23.67 | 5    |
| 7    | Carlos Cardús          | Rotax      | 39.25.09 | 4    |
| 8    | Donnie McLeod          | Yamaha     | 39.25.68 | 3    |
| 9    | Martin Wimmer          | Yamaha     | 39.39.76 | 2    |
| 10   | Jean-Michel Mattioli   | Yamaha     | 39.43.46 | 1    |
| 11   | Jean-Luc Guillemet     | Yamaha     | 39.47.29 |      |
| 12   | Thierry Rapicault      | Yamaha     | 39.49.97 |      |
| 13   | Pierre Bolle           | Yamaha     | 39.50.18 |      |
| 14   | Jean-François Baldé    | Pernod     | 39.53.67 |      |
| 15   | Roland Freymond        | Yamaha     | 39.59.40 |      |
| 16   | Antoine Longo          | Ducombs    | 39.59.86 |      |
| 17   | Patrick Fernandez      | Yamaha     | 40.00.07 |      |
| 18   | Mario Rademeyer        | Yamaha     | 40.00.26 |      |
| 19   | Karl-Thomas Grässel    | Yamaha     | 40.00.74 |      |
| 20   | Harald Eckl            | Rotax      | 40.00.93 |      |
| 21   | Herbert Besendörfer    | Yamaha     | 40.01.09 |      |
| 22   | August Auinger         | Monnet     | 40.43.09 |      |
| 23   | Jacky Onda             | Yamaha     | 40.55.48 |      |
| 24   | Philippe Pagano        | Yamaha     | 40.55.70 |      |
| 25   | Patrick Schmalz        | Yamaha     | 41.02.01 |      |
| Ret  | Guy Bertin             | MBA        | Ret      |      |
| Ret  | Jacques Cornu          | Yamaha     | Ret      |      |
| Ret  | Michel Galbit          | Yamaha     | Ret      |      |
| Ret  | Alan Carter            | Yamaha     | Ret      |      |
| Ret  | Jacques Bolle          | Pernod     | Ret      |      |
| Ret  | Sito Pons              | Rotax      | Ret      |      |
| Ret  | Hervé Guilleux         | Yamaha     | Ret      |      |
| Ret  | Richard Hubin          | Yamaha     | Ret      |      |
| Ret  | Gabriel Gabria         | Yamaha     | Ret      |      |
| Ret  | Fausto Ricci           | Yamaha     | Ret      |      |
| Ret  | Jean Foray             | Yamaha     | Ret      |      |
| DNQ  | Philippe Robles        | Yamaha     | DNQ      |      |
| DNQ  | Jean-Louis Guignabodet | Yamaha     | DNQ      |      |
| DNQ  | Teruo Fukuda           | Yamaha     | DNQ      |      |
| DNQ  | Donnie Robinson        | Yamaha     | DNQ      |      |
| DNQ  | Stéphane Mertens       | Yamaha     | DNQ      |      |
| DNQ  | Iván Palazzese         | Yamaha     | DNQ      |      |
| DNQ  | Antonio García         | Kobas      | DNQ      |      |
| DNQ  | Loris Reggiani         | Kawasaki   | DNQ      |      |
| DNQ  | Davide Tardozzi        | Yamaha     | DNQ      |      |
| DNQ  | Michel Augizeau        | Yamaha     | DNQ      |      |
| DNQ  | Massimo Matteoni       | Yamaha     | DNQ      |      |
| DNQ  | Manfred Obinger        | Yamaha     | DNQ      |      |
| DNQ  | Luis Miguel Reyes      | Cobas      | DNQ      |      |
| DNQ  | Maurizio Vitali        | MBA        | DNQ      |      |
| DNQ  | Siegfried Minich       | Yamaha     | DNQ      |      |
| DNQ  | Neil Robinson          | MBA        | DNQ      |      |
| DNQ  | Juan Garriga           | Yamaha     | DNQ      |      |
| DNQ  | Eilert Lundstedt       | Yamaha     | DNQ      |      |
| DNQ  | René Delaby            | Yamaha     | DNQ      |      |
| DNQ  | Bruno Lüscher          | Yamaha     | DNQ      |      |
| DNQ  | Marino Neri            | Yamaha     | DNQ      |      |

## Resultados 125cc
El italiano Fausto Gresini debuta como piloto oficial de Garelli y se clasifica cuarto. El Gran Premio acaba con la cuarta victoria consecutiva del español Ángel Nieto por delante del italiano Eugenio Lazzarini (ambos con Garelli) y del austríaco August Auinger. La ventaja de Nieto en la general és de 20 puntos sobre Lazzarini.
| Pos. | Piloto                 | Moto    | Tiempo   | Pts. |  |
| ---- | ---------------------- | ------- | -------- | ---- |  |
| 1    | Ángel Nieto            | Garelli | 36.37.27 | 15   |  |
| 2    | Eugenio Lazzarini      | Garelli | 36.37.50 | 12   |  |
| 3    | August Auinger         | MBA     | 36.37.90 | 10   |  |
| 4    | Fausto Gresini         | Garelli | 36.51.26 | 8    |  |
| 5    | Bruno Kneubühler       | MBA     | 37.00.26 | 6    |  |
| 6    | Hans Müller            | MBA     | 37.00.88 | 5    |  |
| 7    | Maurizio Vitali        | MBA     | 37.06.00 | 4    |  |
| 8    | Johnny Wickström       | MBA     | 37.15.41 | 3    |  |
| 9    | Lucio Pietroniro       | MBA     | 37.17.47 | 2    |  |
| 10   | Henk van Kessel        | MBA     | 37.25.67 | 1    |  |
| 11   | Ezio Gianola           | MBA     | 37.41.62 |      |  |
| 12   | Luca Cadalora          | MBA     | 37.46.85 |      |  |
| 13   | Pierluigi Aldrovandi   | MBA     | 37.47.17 |      |  |
| 14   | Willy Pérez            | MBA     | 37.49.34 |      |  |
| 15   | Michel Escudier        | MBA     | 37.49.53 |      |  |
| 16   | Helmut Lichtenberg     | MBA     | 38.05.89 |      |  |
| 17   | Paul Bordes            | MBA     | 38.18.63 |      |  |
| 18   | Jacky Hutteau          | MBA     | 38.37.06 |      |  |
| 19   | Peter Sommer           | MBA     | 38.53.48 |      |  |
| 20   | Jacques Grandjean      | MBA     | 38.53.87 |      |  |
| 21   | Peter Baláž            | MBA     | 1 Vuelta |      |  |
| 22   | Henrik Rasmussen       | MBA     | 1 Vuelta |      |  |
| 23   | Beat Sidler            | MBA     | 1 Vuelta |      |  |
| 24   | Thomas Møller-Pedersen | MBA     | 1 Vuelta |      |  |
| Ret  | Stefano Caracchi       | MBA     | Ret      |      |  |
| Ret  | Giuseppe Ascareggi     | MBA     | Ret      |      |  |
| Ret  | Jean-Claude Selini     | MBA     | Ret      |      |  |
| Ret  | Olivier Liégeois       | MBA     | Ret      |      |  |
| Ret  | Esa Kytölä             | MBA     | Ret      |      |  |
| Ret  | Bady Hassaine          | MBA     | Ret      |      |  |
| Ret  | Mike Leitner           | MBA     | Ret      |      |  |
| Ret  | Alfred Waibel          | Waibel  | Ret      |      |  |
| Ret  | Erich Klein            | Rotax   | Ret      |      |  |
| Ret  | Fabio Meozzi           | MBA     | Ret      |      |  |
| Ret  | Willy Hupperich        | MBA     | Ret      |      |  |
| DNQ  | Neil Robinson          | MBA     | DNQ      |      |  |
| DNQ  | Alain Guillaud         | MBA     | DNQ      |      |  |
| DNS  | Massimo De Lorenzi     | LGM     | DNS      |      |  |